# 田光神社
田光神社（たこうじんじゃ）は、名古屋市瑞穂区大喜新町にある神社。「田光八幡社」とも称する。

## 由緒
782年（延暦元年）に熱田神宮の神官である守部公彦正が創建。熱田神宮の真東の鎌倉街道沿いにあり、熱田神宮の遙拝所であったと伝えられる。かつては神宮寺、高座宮とともに熱田神宮関連の神事が行われていた。
延久年間（1069年-1074年）、守部第十九代彦正が八幡社を勧請した。守部氏（大喜氏）は大碓命の子孫で、朱鳥元年に初代守部宿彌孫谷が社職となり、代々正六位大内人として熱田神宮に社職として、明治4年まで奉仕した。

## 祭神
- 仁徳天皇
- 応神天皇

## 境内社
- 別宮白龍社
  - 祭神：白龍大神
- 白山社
- 八剱社
- 稲荷社
- 黒龍社

## 主な年中行事
- 10月体育の日の前日：宵祭
- 10月体育の日：例祭
- 毎月1日・15日：月次祭

## その他

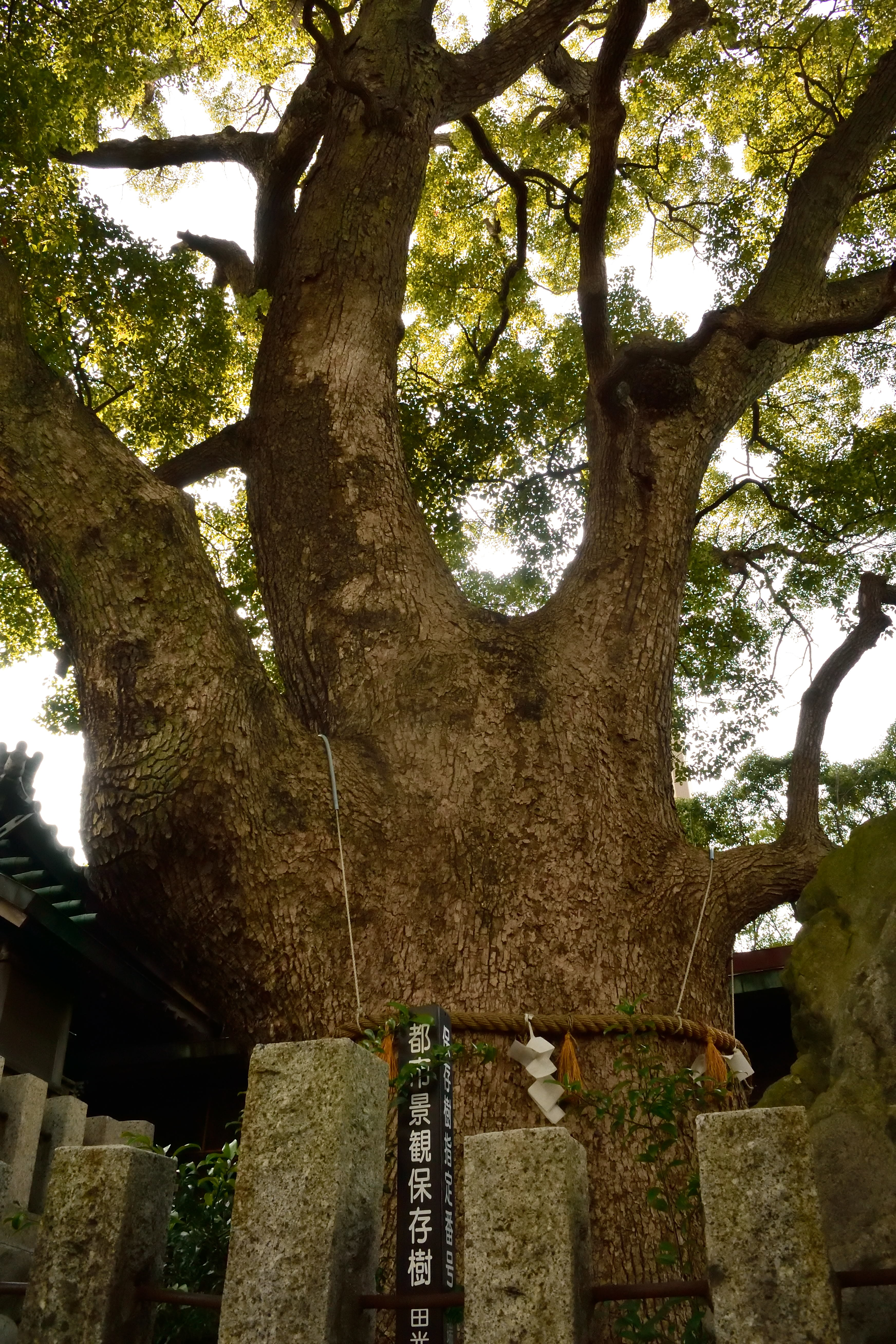
楠

白龍社の御神体となっている楠は弘法大師（空海）お手植えの由緒をもつ樹齢千有余年の巨木で、根には白蛇が住んでいると伝えられる。なおこの楠は、同じく境内にあるやや小ぶりの楠（御神体の楠の「白龍様」に対して「黒龍様」と呼ばれている）と併せて、1996年（平成8年）2月27日付で名古屋市の都市景観重要建築物等（都市景観保存樹）に指定されている。

## 交通アクセス
- 名鉄名古屋本線・常滑線「神宮前駅」より徒歩約14分